# 萬丹交流道
萬丹交流道為臺灣台88線的交流道，位於臺灣屏東縣萬丹鄉，里程指標為15k，出口道路為台27線、市道188號。
若是台88線東向要往屏東、萬丹方向的，可從駛入匝道後靠左行駛半直接式匝道。
| 台88線 | 15 萬丹 | 東行 |                | 萬丹 新園 |
| 台88線 | 15 萬丹 | 東行 | 屏東加工出口區 |           |
| 台88線 | 15 萬丹 | 西行 |                | 新園 萬丹 |

## 鄰近公路系統
- 台27線：往北可通往萬丹鄉、屏東市；往南可通往新園鄉、東港鎮。
- 市道188號（萬順路）：往東可接鳳新路通往竹田鄉。

## 外部連結
- 台88線萬丹交流道示意圖 （页面存档备份，存于）（交通部公路總局）